# Allan Ottey
Allan Thimmoy Ottey (nacido en Montego Bay, Jamaica, el 18 de diciembre de 1992) es un futbolista profesional jamaiquino. Se desempeña en el terreno de juego como delantero. Su actual equipo es el Montego Bay United FC de la Liga Premier de Jamaica. 

## Clubes
| Club                  | País    | Año           |
| --------------------- | ------- | ------------- |
| Montego Bay United FC | Jamaica | 2011-presente |

## Carrera internacional
Allan Ottey fue convocado por primera vez a la Selección de fútbol de Jamaica en el año 2015 para disputar la Copa América 2015 celebrada en Chile. En el año 2016 es convocado para disputar la Copa América Centenario celebrada en los Estados Unidos; en total acumula 3 apariciones con la selección mayor. 